# Halaelurus lineatus
Halaelurus lineatus és una espècie de peix de la família dels esciliorrínids i de l'ordre dels carcariniformes.

## Morfologia
- Els mascles poden assolir 56 cm de longitud total.[4][5]

## Alimentació
Menja petits crustacis, peixos osteïctis i cefalòpodes.

## Hàbitat
És un peix marí de clima subtropical que viu entre 0-290 m de fondària.

## Distribució geogràfica
Es troba des de Beira (Moçambic) fins a East London (Sud-àfrica).